# Full Metal Jacket
Full Metal Jacket er en amerikansk film fra 1987, instrueret af Stanley Kubrick. Filmen er baseret på romanen Kun kort tid (originaltitel: The Short-Timers) af forfatteren Gustav Hasford.

## Plot
En gruppe unge mænd ydmyges, presses og umenneskeliggøres på en kaserne i USA med det formål at gøre dem klar på rekordtid til at blive sendt til Vietnam. Ikke alle klarer det at blive sendt til østen, og ikke alle der bliver sent af sted ville ønske de var blevet det

## Eksterne Henvisninger
- Full Metal Jacket på Internet Movie Database (engelsk)
- Full Metal Jacket på Filmdatabasen
- Full Metal Jacket på Scope
- Full Metal Jacket i Svensk Filmdatabas (svensk)
- Full Metal Jacket på AlloCiné (fransk)
- Full Metal Jacket på MovieMeter (nederlandsk)
- Full Metal Jacket på AllMovie (engelsk)
- Full Metal Jacket hos American Film Institute (engelsk)
- Full Metal Jackets profil hos Encyclopædia Britannica Online (engelsk)
- Full Metal Jacket på Turner Classic Movies (engelsk)

- Wikimedia Commons har flere filer relateret til Full Metal Jacket